# Rapiddammen
Rapiddammen is een damwedstrijd waarbij beide spelers  een half uur bedenktijd krijgen. Vroeger was de bedenktijd ongeveer een half uur. Tegenwoordig wordt er indien mogelijk gespeeld met digitale klokken waarbij de spelers 20 minuten per partij en 10 seconden per gespeelde zet krijgen. Er is eenmalig een wereldkampioenschap rapiddammen gespeeld. Jaarlijks wordt er in december gespeeld om het Nederlands kampioenschap rapiddammen en zijn er rapidtoernooien zoals het Mello Koolman toernooi en het Open Fries kampioenschap. 